# Градска општина Младеновац
Општина Младеновац је градска општина Града Београда. Заузима површину од 33.904 ha. Према прелиминарним подацима пописа 2022. Општина Младеновац има 48.683 становника.
По легенди, постанак имена се везује за извесног Младена који се са своја два брата населио у овај опустели крај после Косовског боја. Браћа су се разишла, а место где се населио Младен названо је Младеновац. Први званични подаци о насељу на овом подручју спомињу се у турском попису становништва из 1528. У саставу београдских општина је од 1971.
Дан општине је 2. август, дан када је Младеновац 1893. проглашен за варош.

## Историја
На територији данашње општине Младеновац прва насеља формирана су у периоду праисторије, о чему сведоче бројна археолошка налазишта и око 200 остатака праисторијских насеља. Данашња насеља у младеновачком крају помињу се још у средњем веку, у доба Деспота Стефана Лазаревића. Развој саобраћаја утицао је на формирање варошког насеља на атару ранијег села Младеновца. Ново насеље се развијало око железничке станице подигнуте одмах по изградњи пруге 1882. године и механе „Космај“, данашње „Старе механе“. Указом Краља Александра Обреновића, 1893. године, насеље је проглашено за варошицу, а варошица Младеновац добила је име по селу у чијем атару је настала. Назив „Младеновац“, према легенди, потиче од Младена, једног од тројице браће који је 200 година после Косовског боја дошао у овај крај. Место где су његови потомци формирали породице по њему је добило назив Младеновац.

## Географија
Територија општине Младеновац, једне од седамнаест градских општина у граду Београду, налази се у северном делу ниске Шумадије, на надморској висини од 113 до 518 m и обухвата већи део слива речице Велики Луг, леве притоке Кубршнице, са периферним планинским подручјем Космаја на западу. Општина Младеновац је окружена територијама општина Сопот, Гроцка, Смедерево, Смедеревска Паланка, Топола и Аранђеловац. Подручје општине има карактеристике умерено-континенталне климе, са просечном годишњом температуром од 10,7 °C и са просеком падавина од 649 mm. Град Младеновац, који се налази у централном делу општине, на 138 m надморске висине, као и целокупна општина, има повољан географски положај. Кроз општину и град пролази моравско-вардарско-нишавска железничка пруга, Београд-Ниш-Софија, што омогућава изванредне железничке комуникације. Кроз територију општине пролази и ауто-пут Београд-Ниш, од кога се у Малом Пожаревцу одваја магистрални пут за Младеновац, тако да град има кратку везу са овом најважнијом саобраћајницом. У Младеновцу се од магистралног пута за Крагујевац одвајају регионални путеви за Смедерево и Смедеревску Паланку, тако да је општина одлично повезана са околним градовима. Град има везу и са Београдом и то ауто-путем (54 km) и преко Раље и Авале (56 km). Близина Београда општини Младеновац пружа изванредне географске предности у односу на друге градове.

## Демографија
| Демографија | Демографија | Демографија |
| Година      | Становника  | Становника  |
| ----------- | ----------- | ----------- |
| 1948.       | 37.662      |             |
| 1953.       | 39.945      |             |
| 1961.       | 44.769      |             |
| 1971.       | 47.134      |             |
| 1981.       | 52.489      |             |
| 1991.       | 56.389      |             |
| 2002.       | 52.490      |             |
| 2011.       | 53.096      |             |

## Локална самоуправа
Органи Општине су Скупштина општине са 55 одборника, Председник општине (Владан Глишић), Општинско веће са 9 чланова, укључујући председника општине као председника Већа и заменика председника општине.
| Општина Младеновац има 22 насеља: Градско насеље: - Младеновац Приградска насеља: - Рајковац - Међулужје - Границе - Младеновац (село) - Ковачевац Сеоска насеља: - Амерић - Белуће - Бељевац - Велика Иванча - Велика Крсна - Влашка - Дубона - Јагњило - Кораћица - Мала Врбица - Марковац - Пружатовац - Рабровац - Сенаја - Црквине - Шепшин | Младеновац има 24 месне заједнице, од којих пет градских, 5 приградске и 14 сеоских месних заједница. Градске: - 25. мај - Баташево - Драпшин - Селтерс - Центар Приградске: - Границе - Младеновац (село) - Међулужје - Рајковац - Ковачевац Сеоске: - Амерић - Велика Иванча - Велика Крсна - Влашка - Влашко Поље - Дубона - Јагњило - Кораћица - Мала Врбица - Марковац - Пружатовац - Рабровац - Сенаја - Шепшин |  |

## Култура, образовање и информисање
Грађани општине Младеновац своје културне потребе задовољавају уз помоћ установа које постоје у Младеновцу: Библиотеке „Деспот Стефан Лазаревић“ са око 60.000 књига, Центра за културу у Младеновцу у коме постоји савремена биоскопска сала са великом позорницом и Музеја са сталним и повременим поставкама и археолошком, етнографском, историјском и уметничком збирком у којима се чува културно-историјско богатство Младеновца. Младеновац је познат и по манифестацијама као што су Ликовна колонија, Шумадијске метафоре и Међународни фестивал фолклора. Аматерско стваралаштво је веома развијено и одвија се преко културно-уметничких друштава: „Војвода Катић“, „Шумадија“, „Извор“ и „Романо Ило“. У оквиру Библиотеке „Деспот Стефан Лазаревић“, почетком 2005. године, почела је са радом Драмска радионица са тенденцијом да временом прерасте у позориште. Основно образовање се одвија у 7 основних школа са 17 издвојених одељења, а средње у Гимназији и Техничкој школи. У Младеновцу постоји и Школа за образовање одраслих и Основна музичка школа „Стеван Христић“.
Припремна настава у граду одвија се у 3 објекта предшколске установе „Јелица Обрадовић“, у којој се организује и дневни боравак деце до предшколског узраста.. Припремна настава у селима се одвија у оквиру школских објеката. Информисањем грађана баве се медији који су сви у приватном власништву: „Младеновачки ГЛАС” који излази од 11. априла 2014. једном недељно, петком; бесплатне недељне новине „ДНЕВНИК младеновачки” који излази од марта 2016. године, једном недељно, средом; Интернет портал „Младеновацуживо” који информације објављује према потреби, врло често и свакодневно и интернет портал „ИнфоМ” који ради на исти начин као претходни портал.
Младеновац је познат и по културно-уметничким друштвима са богатом традицијом и многобројним успешним наступима у земљи и иностранству. Најстарије је КУД „Војвода Јанко Катић” из Младеновца (основано 1896), а ту су и КУД „Шумадија” из села Влашка, КУД „Извор” из Велике Крсне, КУД „Љубомир Ивановић Геџа” из Ковачевца и једино ромско КУД „Романо Ило” из Младеновца.

## Пољопривреда
Подручје општине Младеновац са својих 15 села представља привредно-демографски регион који располаже одличним природним и економским условима за развој биљне, воћарске и виноградарске производње. Биљна и сточарска производња првенствено се огледају у производњи сировина и заснивају се на око 27.000 ha обрадивог земљишта и на већ изграђеним капацитетима (објектима). У приватном власништву налази се значајан број објеката - 119 мини говедарских фарми, 33 фарме живине, 12 приватних предузећа за прераду меса - од којих је по обиму прераде најзначајније ПП „Дамњановић“ и 9 индустријских пекара и пекарских радњи. Производња сировина огледа се и у великој производњи млека које се предаје сабирној млекари „Имлек"-а у Влашком пољу и млекари „Границе“. У селима се одгајају квалитетна говеда сименталске расе, а последњих година успешно се ради и на селекцији оваца виртемберг расе. Захваљујући природном терену и условима, у појединим селима општине заступљена је воћарско-виноградарска производња са тенденцијом подизања нових засада коштичавог и јагодичастог воћа, а предстоји и интензивнија производња ратарских и повртарских култура на уређеном комасационом земљишту. У општини постоји више задружних организација. Садашњи ниво организованости не обезбеђује овим задругама у потпуности бављење основном функцијом, тако да предстоји систематско решење задругарства. Пословање активних земљорадничких задруга ("Слога“, „Павле Степановић“, „Рабровац“, „Влашка“, „Пружатовац") је базирано на стручном спровођењу мера селекције и матичне евиденције у сточарству, првенствено у говедарству и овчарству, као и набавци репро материјала за сезонске радове. Задруге и произвођачи који се баве сточарском производњом освајају значајна признања на сајмовима и сличним манифестацијама. Пољопривредна домаћинства која се баве специјализованом производњом, због остварења заједничких циљева у производњи и пласману својих производа, формирају своја удружења, тако да у општини постоје регистрована удружења одгајивача: говеда, оваца, пчела, као и Удружење воћара и виноградара. Здравствена заштита животиња успешно се обавља захваљујући организовању службе ветеринарске заштите у свим селима. Завод за пољопривреду „Космај“, саветодавним радом стручних служби из области сточарства, ратарства, воћарства и заштите биља, значајно утиче на развој аграра и доприноси успешном спровођењу мера на унапређењу пољопривредне производње.

## Јавни градски саобраћај
Јавни градски саобраћај у Младеновцу обавља се аутобусима СП Ласта, унутар интегрисаног тарифног система. Систем линија има два подсистема, локалне линије, које почињу и завршавају се на територији општине Младеновац, као и шест приградских линија, које повезују Младеновац са Београдом:
- 491: Београд (Трошарина)—Раља—Младеновац
- 491А: Београд (Трошарина)—Славија—Раља—Сопот—Младеновац
- 493: Београд—Младеновац (ауто-путем)
- 493К Младеновац АС - Београд (Мостарска петља) - Младеновац АС
- 493А: Београд—Славија—Младеновац (ауто-путем);
- 493Б Београд - СП Ласта - Мали Пожаревац - Младеновац (ауто-путем)
- 494А: Београд—Сенаја—Младеновац (ауто-путем)
- 499: Београд—Сенаја—Шепшин—Дубона—Младеновац (ауто-путем).

До Младеновца саобраћа и линија 3 градске железнице БГ Воз.

## Туризам
Са околином богатом природним лепотама, познатим бањама и минералним водама, културно-историјским споменицима, у непосредној близини Космаја и надомак Београда, Младеновац има све услове да буде на туристичкој мапи Србије. За сада, једино је опремљена и користи се "Селтерс бања" као објекат здравственог туризма републичког значаја. Бања функционише у оквиру Института за рехабилитацију Београд са 760 постеља и значајним дијагностичко-терапеутским простором за физикалну медицину. У саставу Института је и хотел „Селтерс“ са затвореним базеном, сауном и другим садржајима намењеним опоравку, рекреацији и забави гостију. На путу од Младеновца ка Космају на трећем километру је извориште минералне воде Кораћичка бања. У прекрасном зеленилу са пратећим садржајима за одмор и рекреацију, пружа могућност удобног одмора и опоравка. Космај, питома планина, удаљена 12 km од Младеновца и 30 од Београда, са викенд насељем, два хотела и пријатним шумовитим пределом популарно је излетиште Младеновчана и Београђана. Има идеалне услове за развој ловног туризма. Марковачко језеро, удаљено 6 km од Младеновца, смештено у храстовој шуми површине 20 хектара богато је рибом и погодно за риболов. Налази се на путу Младеновац - Топола. У селу Рабровац, које је пионир у развоју сеоског туризма у овом крају, изграђено је вештачко језеро чији су чести гости риболовци. У непосредној близини су Топола, Опленац, Буковичка бања, Орашац, манастири Павловац и Тресије.

## Културно-историјски споменици
Због повољних климатских услова и плодног земљишта, подручје данашње општине Младеновац насељено је од давнина. 

### Праисторија и стари век
На локалитету Јабланице у селу Међулужју откривени су трагови насеља из периода финалног неолита (3800-3200 п. н. е). Трагови насељености ових крајева се налазе и за период бакарног, бронзаног и гвозденог доба. Са освајањима Римљана на прелому II и I века п. н. е. који Космај претварају у значајни рударски центар, на овом подручју расте број насеља. Прво праисторијско насеље, истраживано по савременим принципима археологије, откривено је 1900. године на локалитету Јабланица у Међулужју и припада винчанској култури. У насељу Баташево у Младеновцу, 1998. године, откривено је Протостарчевачко налазиште из краја VI миленијума п. н. е., са изузетним налазима храма и покретног археолошког материјала.

### Средњи век
На локалитету Дивичмеђ у Ковачевцу откривен је рано средњовековни град из периода IX-XI век. У општини Младеновац постоје и истраживани су и други локалитети: Бунарине у Влашкој, Јабланица у Међулужју из римског периода и Манастирине у Великој Иванчи са остацима цркве или манастира из XV века. Међу значајне непокретне културно-историјске споменике овог краја убраја се манастир Павловац који је саграђен крајем XIV и почетком XV века и сматра се задужбином деспота Стефана Лазаревића. По архитектонском облику припада моравској градитељској школи. Манастир су порушили Турци током Велике сеобе 1690. године, а његова обнова је започета 1963. године. Манастирска црква је завршена 1991. године, а освештана 31. октобра 1999. године. Поред Манастирске цркве налазе се остаци конака и трпезарије. Манастир Павловац се налази у атару села Кораћице подно Космаја и удаљен је 13 km од Младеновца. У Црквинама, делу села Марковца, у порти цркве Св. Пророка Илије налази се споменик деспота Стефана Лазаревића, који је на месту изненадне деспотове смрти, 19.7.1427. године поставио Ђурађ Зубровић, један од деспотових блиских људи. Споменик је у облику обелиска од белог венчачког мермера, на коме је текст исписан на старословенском језику. Споменик је под заштитом Републичког завода за заштиту споменика културе. 

### Први светски рат
У самом граду смештен је спомен комплекс Црквенац са спомен чесмом која је подигнута септембра 1915. године у знак сећања и захвалности на савезничке медицинске мисије које су лечиле српске рањенике и оболеле од пегавог тифуса у тадашњој Војној болници у Младеновцу. Чесма је обновљена 1985. године када је и уређен околни простор. Спомен комплекс Маковица-Варовнице, на простору од 35 km², обухвата споменик палим ратницима током Варовничког боја од 4. до 10. децембра 1915. године, постављен на врху Варовница, на коти 406 и шире окружење са другим спомен обележјима и рововима, од којих су неки и данас видљиви.
Споменик у центру града са фигуром српског ратника, дело академског сликара и вајара Михаила Миловановића, посвећен је педесетседморици мештана вароши Младеновац палим у ослободилачким ратовима Србије 1912—1918. године.

### Други светски рат
На Космају се налази споменик палим борцима у Другом светском рату - дело вајара Војина Стојића и Николе Јанковића те архитекте Градимира Медаковића.

### Сакрални споменици
Из уметничке радионице познатих мајстора општини су остали вредни иконостаси од којих су неки рађени у прошлом веку. По лепоти и старости издвајају се: иконостас у цркви посвећеној Св. великомученику Димитрију у Великој Иванчи, рад Вељка Оњина, царске двери и четири надпрестоне иконе, радови Димитрија Посниковића из средине XIX века, затим иконе у Храму Св. апостола Петра и Павла у Јагњилу, рад Јање Молера, дворског сликара Кнеза Милоша.

## Препознатљивост
Најзначајније природне вредности и реткости су пространа и шумовита планина Космај и минералне воде Селтерса и Кораћичке бање у комплексу Института за рехабилитацију. У селима општине развијено је воћарство и сточарство, познато у Европи по сименталској раси говеда и виртемберг раси оваца. Младеновац је у свету познат по врхунским спортистима, рвачу, дугогодишњем селектору рвачке репрезентације Љубомиру Ивановићу Геџи и Карате клубу “Младеновац”, освајачу низа медаља на европским и светским такмичењима из каратеа.
Такође, град се може похвалити и фудбалским клубом који наступа у Првој лиги Србије, као и кошаркашким, одбојкашким, рукометним као и новооснованим клубом америчког фудбала ФОРЕСТЛЕНДЕРС.

## Фудбалски клуб
У граду постоји ОФК Младеновац, који наступа у Првој лиги Србије а своје утакмице игра на стадиону под Селтерс бањом. Такође имају и два клуба у Српској лиги, група Београд, а то су: ФК Ковачевац и ФК Шумадија из Јагњила.